# Jorge Adrián Cárdenas
Jorge Adrián Cárdenas Ibáñez (nacido el 22 de marzo de 1989) es un futbolista mexicano que juega en la posición de defensa. Actualmente milita en el Querétaro Fútbol Club y ha venido jugando en sus fuerzas inferiores.
Surge de las fuerzas básicas del Club Guadalajara, jugó para Chivas San Rafael y en 2007 para el Club Deportivo Tapatío. Ha participado en contiendas internacionales con el equipo Sub-16 de las Chivas del Guadalajara, realizó una gira por Suecia y Dinamarca donde consiguieron dos trofeos de Campeón en los torneos Gothia y Dana de Suecia y Dinamarca respectivamente.
En junio de 2007 llamado por José Manuel De la Torre para realizar pretemporada con el primer equipo del Guadalajara, participando en la Copa de la Paz y la Superliga.